# XHENB-TV
XHENB Canal 29 es un canal de televisión en la Ciudad de Ensenada, Baja California.

## Historia
Canal 29 inició transmisiones el 1 de octubre de 1994, siendo Javier Tamayo el director fundador. Permaneció como televisora local hasta el 14 de julio de 1996.
El 15 de julio de 1996 concreto su afiliación a la red de Canal 9 de Grupo Televisa, con Roberto Salazar como gerente general.
En julio de 2000 finaliza su afiliación con Grupo Televisa y bajo la dirección de Julio Velarde retransmite diferentes cadenas de televisión como:
- MVS/Antena 3 Internacional emitía los noticieros de MVS y la programación de la señal internacional de Antena 3 hasta diciembre del 2003.
- La Familia Network emitía Programas Variados la mayoría de contenido religioso desde diciembre del 2003 hasta noviembre del 2004.
- Mas Música TV emitía videos musicales todo el día desde diciembre del 2004 hasta enero del 2006.
- PSN Tu Superestación emitía al Canal PSN Tu Superestación manejado desde el poblado de Chula Vista, California y con estudios en Tijuana desde enero del 2006 hasta noviembre del 2014. Volvieron a afiliarse a esta señal hasta 2016 después de la desaparición de Cadenatres.
- Cadenatres fue afiliada de Cadenatres de Grupo Imagen que transmitía programación de entretenimiento, hasta el sorpresivo final de sus emisiones en 2015.

En mayo de 2011, dejó de transmitir brevemente debido a que fueron desalojados del edificio donde operaban.
Su transición a la televisión digital fue problemática. Inicialmente optaron por la intermitencia en lugar de un canal adicional como lo hizo la mayoría de los canales en México. Al hacer esto, mantuvieron el mismo canal físico que tenían en televisión analógica. Sin embargo, al realizar el apagón digital el 31 de diciembre de 2015, el equipo digital sufrió un desperfecto que los obligó a mantenerse con transmisiones analógicas. El 4 de octubre de 2016, la concesionaria del canal, Televisora Fronteriza, S.A. de C.V., fue multada por un monto de MXN$152,132.57 por el incumplimiento del acuerdo que determinó el término de transmisiones analógicas de televisión en México.
La concesión de este canal no ha sido renovada por el IFT. Actualmente, aparece como concesión vencida en el Registro Público de Concesiones y no aparece en la lista de infraestructura de estaciones de televisión desde 2018.